# Zemianske Sady
Zemianske Sady es un municipio del distrito de Galanta en la región de Trnava, Eslovaquia, con una población estimada a final del año 2024 de 852 habitantes.
Se encuentra ubicado en el centro-sur de la región, en la depresión danubiana y cerca del río Váh (cuenca hidrográfica del Danubio) y de la región de Bratislava.

## Demografía
| Año        | 1994 | 2004    | 2014    | 2024    |
| ---------- | ---- | ------- | ------- | ------- |
| Población  | 852  | 880     | 859     | 852     |
| Diferencia |      | +3,28 % | −2,38 % | −0,81 % |

| Año        | 2023 | 2024    |
| ---------- | ---- | ------- |
| Población  | 849  | 852     |
| Diferencia |      | +0,35 % |